# Saint-Germain-au-Mont-d'Or
Saint-Germain-au-Mont-d'Or è un comune francese di 2 843 abitanti situato nella metropoli di Lione della regione Alvernia-Rodano-Alpi.

## Società

### Evoluzione demografica
Abitanti censiti